# Bezirk Mitrovica
| Rajoni i Mitrovicës (albanisch) Kosovsko-Mitrovački okrug/ Косовско-Митровачки округ (serbisch) | Rajoni i Mitrovicës (albanisch) Kosovsko-Mitrovački okrug/ Косовско-Митровачки округ (serbisch) |
| Lage des Bezirks im Kosovo (anklickbare Karte)                                                  | Lage des Bezirks im Kosovo (anklickbare Karte)                                                  |
| ----------------------------------------------------------------------------------------------- | ----------------------------------------------------------------------------------------------- |
| Staat                                                                                           | Kosovo                                                                                          |
| Fläche:                                                                                         | 2077 km²                                                                                        |
| Einwohner                                                                                       | 190.591                                                                                         |
| Bevölkerungsdichte                                                                              | 91,7 Einw./km²                                                                                  |
| Bezirkshauptstadt                                                                               | Mitrovica                                                                                       |
| Gemeinden                                                                                       | 7                                                                                               |
| Dörfer                                                                                          | 330                                                                                             |
| Kfz-Kennzeichen                                                                                 | 02                                                                                              |

Der Bezirk Mitrovica (albanisch Rajoni i Mitrovicës, serbisch Косовско-Митровачки округ Kosovsko-Mitrovački okrug) ist einer der sieben kosovarischen Bezirke und liegt im Norden des Kosovo. Die Bezirkshauptstadt ist die gleichnamige Stadt Mitrovica.
Am 17. Februar 2008 erklärte das Parlament des Kosovo die Unabhängigkeit vom einstigen Mutterland Serbien. Der Status des Bezirks ist jedoch international umstritten. 
Zwar existiert offiziell das kosovarische Kennzeichen mit der 02 als regionale Vorwahl; dennoch wird in den mehrheitlich von Serben bewohnten Gemeinden das alte KM als serbisches Kennzeichen weiterhin genutzt, obwohl deren Nutzung im Jahr 2012 vom kosovarischen Gesetzgeber für illegal erklärt worden ist. Unter der Regierung von Albin Kurti leitete der kosovarische Staat ab 2022 verstärkt Maßnahmen ein, um diese Parallelstrukturen abzubauen, was zur Verpflichtung zur Ummeldung auf RKS-Kennzeichen führte. 

## Gemeinden
| Gemeinde                   | Amtssitz       | Bevölkerung (2024) | Fläche (km²) | Bevölkerungs- dichte (km²) | Dörfer |
| -------------------------- | -------------- | ------------------ | ------------ | -------------------------- | ------ |
| Mitrovica e Jugut          | Mitrovica      | 64.742             | 350          | 185,0                      | 47     |
| Vushtrria                  | Vushtrria      | 61.528             | 344          | 178,8                      | 66     |
| Skënderaj                  | Skënderaj      | 40.664             | 378          | 107,6                      | 40     |
| Leposavić                  | Leposavić      | 9.485              | 539          | 17,6                       | 74     |
| Severna Kosovska Mitrovica | Nord-Mitrovica | 7.920              | 11           | 720                        | 3      |
| Zvečan                     | Zvečan         | 3.385              | 122          | 27,8                       | 34     |
| Zubin Potok                | Zubin Potok    | 2.867              | 333          | 8,6                        | 60     |
| Bezirk Mitrovica           |                | 190.591            | 2.077        | 91,7                       | 330    |